# Nils Personne (musiker)
För andra betydelser, se Nils Personne.
Nils Edvard Wilhelm Personne, född 2 april 1959 i Västerleds församling, Stockholms stad, är en svensk musiker och kompositör.
Nils Personne turnerade under 10 års tid med teatergruppen Jordcirkus, som musiker och kompositör och också som skådespelare. År 1989 startade han tillsammans med två kollegor klezmergruppen Sabbath Hela Veckan. Gruppen har gjort tusentals konserter i Sverige och runt om i Europa och spelat in tre musikalbum.
Sedan 1990-talet har Nils Personne komponerat musik till ett femtiotal teaterföreställningar både i Sverige och i utlandet. Han har arbetat på teatrar som Dramaten, Riksteatern, Stockholms stadsteater, och Uppsala stadsteater. Han har medverkat på en rad CD-inspelningar, bland annat med Stefan Sundström och Lars Demian. Nils Personne är sedan 2001 också aktiv medlem i musikorkestern Great Learning Orchestra, som musiker och kompositör.